# Crataegus dahurica
Crataegus dahurica — вид квіткових рослин із родини трояндових (Rosaceae).

## Біоморфологічна характеристика
Це невелике дерево чи кущ 2–6 метрів заввишки, колючки 1–2.5 мм, тонкі, іноді відсутні. Гілочки пурпурно-коричневі молодими, темно-коричневі старішими, голі. Листки: ніжки листків 7–10 см, голі; пластина широко ромбо-яйцювата, рідше еліптично-яйцювата, яйцювата чи зворотно-яйцювата, 3–5 × 2.5–4 см, обидві поверхні голі, основа клиноподібна чи широко клиноподібна, край гостро 2-пилчастий, цілий біля основи, з (2 або)3–5 парами яйцюватих часточок на верхівковій 2/3, верхівка загострена. Суцвіття — багатоквітковий складний щиток, 3–5 см у діаметрі. Квітки ≈ 1 см у діаметрі; чашолистки лінійно-ланцетні, ≈ 3 мм, обидві поверхні голі; пелюстки білі, від ± круглих до зворотно-яйцюваті, 4–5 × 3–4 мм; тичинок 20. Яблука оранжево-червоні чи оранжево-жовті, ± кулясті чи довгасті, 6–8 мм у діаметрі, голі; чашолистки стійкі. Період цвітіння: травень; період плодоношення: серпень.

## Ареал
Зростає у північно-східній частині Азії: Сибір (Іркутськ, Хабаровськ, Амур, Бурятія, Чита, Красноярськ, Примор'я, Якутія), пн.-сх. Китай (Внутрішня Монголія, Хейлунцзян, Хебей), Монголія.
Населяє трав'янисті місця на берегах річок у лісах, піщані схили, зарості; на висотах 500–1500 метрів.

## Використання
C. dahurica — їстівний дикий плід. З нього готують варення. Вид був описаний з культивованого екземпляра в Європі, тому вид також використовувався як декоративний.